# Mario Hiriart
Mario Mariano Hiriart Pulido (Santiago de Chile, 23 de julio de 1931-Milwaukee, Estados Unidos, 15 de julio de 1964) fue un religioso laico, ingeniero y profesor schoenstattiano chileno. Es venerado en la Iglesia Católica, habiendo sido declarado Venerable por el Papa Francisco. Su fiesta se celebra cada año el 15 de julio.

## Biografía

### Primeros años de vida
Mario Mariano Hiriart Pulido nació en el Hospital del Salvador en medio de la huelga general de los brazos caídos contra el gobierno del General Carlos Ibáñez del Campo. Sus padres eran Héctor Hiriart Corvalán y doña Amalia Pulido Alfonso. Al nacer tenía dos tumores a modo de protuberancias duras, uno la nuca y otro en la cintura. Los médicos los calificaron como fibromas sin darle mayor importancia. Sin embargo, ellos fueron causantes que él se sometiera a diversas intervenciones quirúrgicas a lo largo de su vida. Fue bautizado en la Capilla del mismo Hospital el 31 de julio.

### Formación
En 1935 Mario ingresó al Instituto Alonso de Ercilla, colegio de los Hermanos Maristas, donde cursó la totalidad de sus estudios básicos y secundarios hasta su egreso en 1947 con buenas calificaciones. No obstante su debilidad física, nunca faltaba a clases, lo que le permitió obtener siempre el primer premio en la asistencia y puntualidad, participando en las actividades religiosas del Colegio favorecieron el desarrollo y la maduración del mundo espiritual de Mario. Allí participó en la Acción Católica.
Hizo su primera comunión en la Iglesia de las Sacramentinas, antiguo convento ubicado en calle Santo Domingo esquina Brasil, donde asistía a misa, especialmente como alumno del Colegio Marista.
En 1948 ingresó a la Facultad de Ingeniería de la Universidad Católica de Chile, ubicada en esos años en la Casa Central. Egresó de dicha Facultad en diciembre de 1953. Obtuvo el título de Ingeniero Civil con distinción máxima. Mientras estudiaba Ingeniería en esa Universidad, conoció al ex Cardenal Arzobispo de Santiago, Monseñor Francisco Javier Errázuriz Ossa. 
En 1955 recibió el premio “Marcos Orrego Puelma”, otorgado por el Instituto de Ingenieros de Chile al egresado con las más altas calificaciones durante sus seis años de estudios universitarios y por ser la mejor memoria de título de ese año.
Entre 1960 y 1963 trabajó como profesor de dicha Facultad.

### Relaciones con el movimiento
En 1949, desde el primer santuario filial de Schoenstatt en Chile el padre José Kentenich explicó la misión espiritual de la cual se sentía portador. Mario Hiriart, como los demás schoenstattianos de esos años, no comprendió cabalmente el alcance de las palabras del padre José Kentenich para el movimiento Schoenstatt. Decidió finalmente seguir la premisa de "ser un santo de la vida diaria" utilizando todos los medios ascéticos que su fundador proponía.
Durante el primer año de universidad Mario entró al grupo "Los Caballeros del Santo Grial", con el cual fundó la Juventud de Schoenstatt en Chile. El nombre del grupo les evocaba la comunidad de caballeros del rey Arturo. 
El 29 de mayo de 1949 Mario se consagró a la Virgen María, junto con algunos miembros de su grupo en el Santuario de Schoenstatt de Bellavista, La Florida, en lo que se llama su "Alianza de Amor con María".
El Movimiento de Schoenstatt, por razones pastorales ha transformado el lugar para la peregrinación y oración de los fieles católicos.

### Trabajo
En 1954 ingresó a trabajar a la CORFO. Era considerado "uno de los buenos y grandes ingenieros jóvenes de la institución". En 1957 dejó este trabajo para realizar su tiempo de formación en Brasil como Hermano de María de Schoenstatt.
Mario en su vida personal también conoció el amor: tuvo un amor imposible, llamada Alicia Peralta, de quien se enamoró perdidamente sin saber que eran amigos.

### Hermano de María
En 1955 Mario decidió su incorporación al Instituto Secular de los Hermanos de María de Schoenstatt; fundado el 16 de julio de 1942 por el Padre José Kentenich, durante su reclusión en el campo de concentración de Dachau. El 2 de febrero de 1957 Mario partió a Brasil para recibir su formación en esta Comunidad. Realizó su primera incorporación con dicho Instituto el 16 de julio de 1959

### Últimos años y muerte

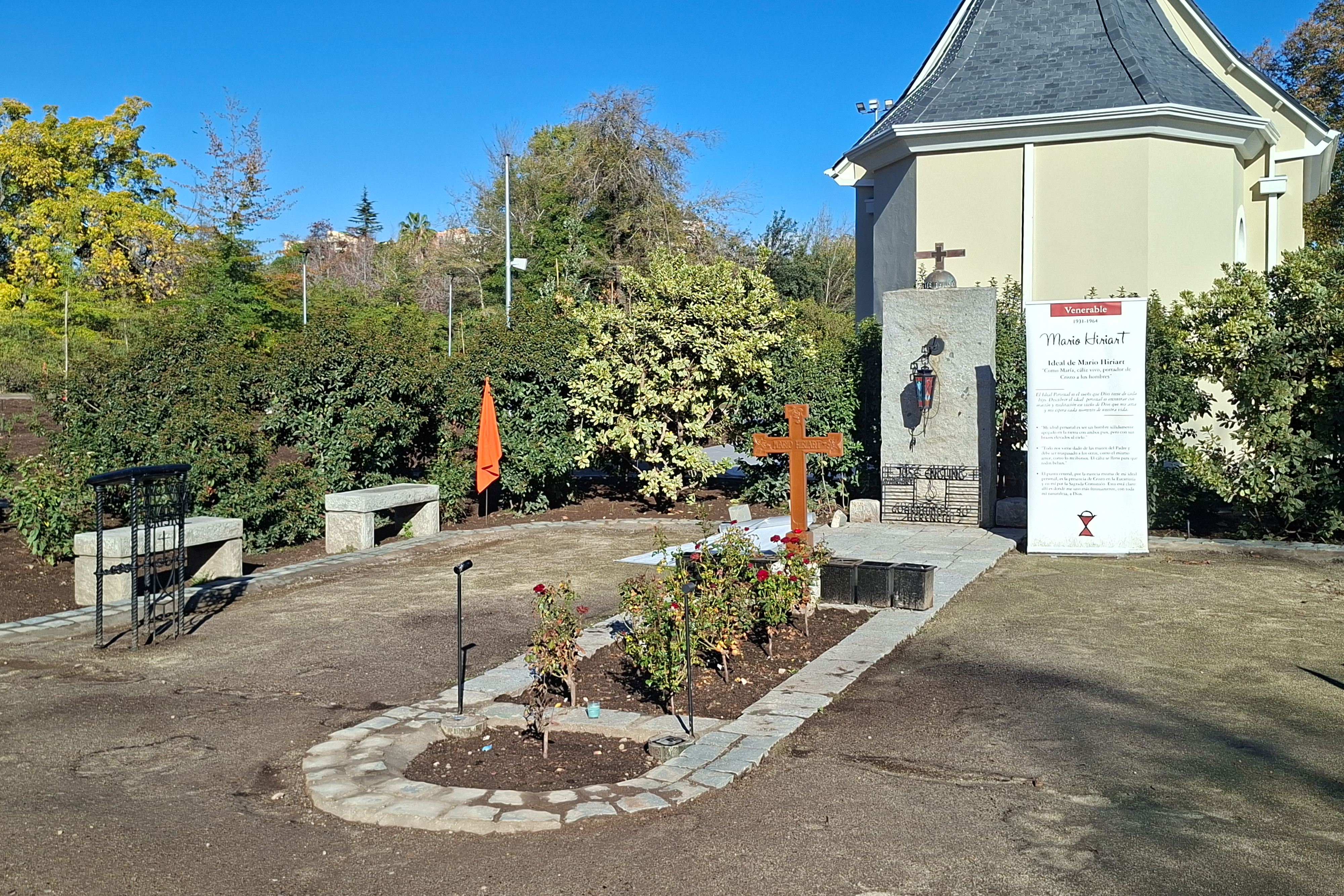
Tumba de Mario Hiriart en el Santuario Cenáculo de Bellavista, La Florida, Santiago.

En 1960, Mario Hiriart sufre los primeros síntomas de su enfermedad, es operado por segunda vez, de un tumor cerebral, y se le diagnostica un cáncer terminal, por lo que desde ese año hasta su muerte, se ha sometido a tratamientos de quimioterapia, siendo la última en Milwaukee, Estados Unidos.
Murió de cáncer, el 15 de julio de 1964, a días de cumplir 33 años, en Milwaukee, Estados Unidos, donde se encontraba de paso, y donde el Padre José Kentenich, al visitarlo, le dio la extremaunción.
Un año después, sus restos fueron repatriados a Chile y enterrados detrás del Santuario Cénaculo de Bellavista. A su funeral acudió el que luego sería Ministro de Relaciones Exteriores de Chile, Alejandro Foxley. Entre sus amigos, figuraban el exministro del Trabajo, Miguel Kast y su hermana, Bárbara Kast.
Tras su muerte se han escrito varias biografías: la del sacerdote argentino, Padre Esteban Uriburu, y la de Joaquín Alliende Luco, este último postulador de su causa de beatificación.

## Causa de beatificación y canonización
En 1994 se inicia la causa de su beatificación y la Sagrada Congregación para la Causa de los Santos en Roma lo reconoce el 21 de abril de 1995 como Siervo de Dios, atribuyéndole  milagros, como el caso del abogado Guillermo Tagle, en marzo de ese año. El 21 de febrero de 2020 el Papa Francisco reconoce sus virtudes heroicas confiriéndole el título de Venerable, dando un paso más hacia la elevación a los altares para este Siervo de Dios. 